# Ford Duratorq-TDCi-Motor
Ford DuraTORQ-TDCi-Motor, auch einfach DuraTORQ oder TDCi genannt, ist die Bezeichnung für Dieselmotoren in Ford-Fahrzeugen in Europa, die von 2000 bis 2022 produziert wurden. Andere unabhängige Einheiten dieser Reihe wurden von Ford und PSA entwickelt.

## Geschichte
Die Ursprünge dieses Motors liegen größtenteils bei Peugeot und Citroën. Direkter Vorgänger war der Ford Endura-D. Die Serienproduktion startete im Jahr 2000 und endete 2022 mit der Veröffentlichung der Neugestaltung des Ford Fiesta der siebten Generation. Der Nachfolger dieses Motors ist der Ford EcoBlue-Motor.

## Motoren
Die DuraTORQ-TDCi-Motoren sind auch in Fahrzeugen von Jaguar Cars, Land Rover, Volvo und Mazda erhältlich. Codename ist auch Puma für Ford 2.0 L, 2.2 L und 2.4 L, für Ford 2.4 L lautet der Codename ZSD.

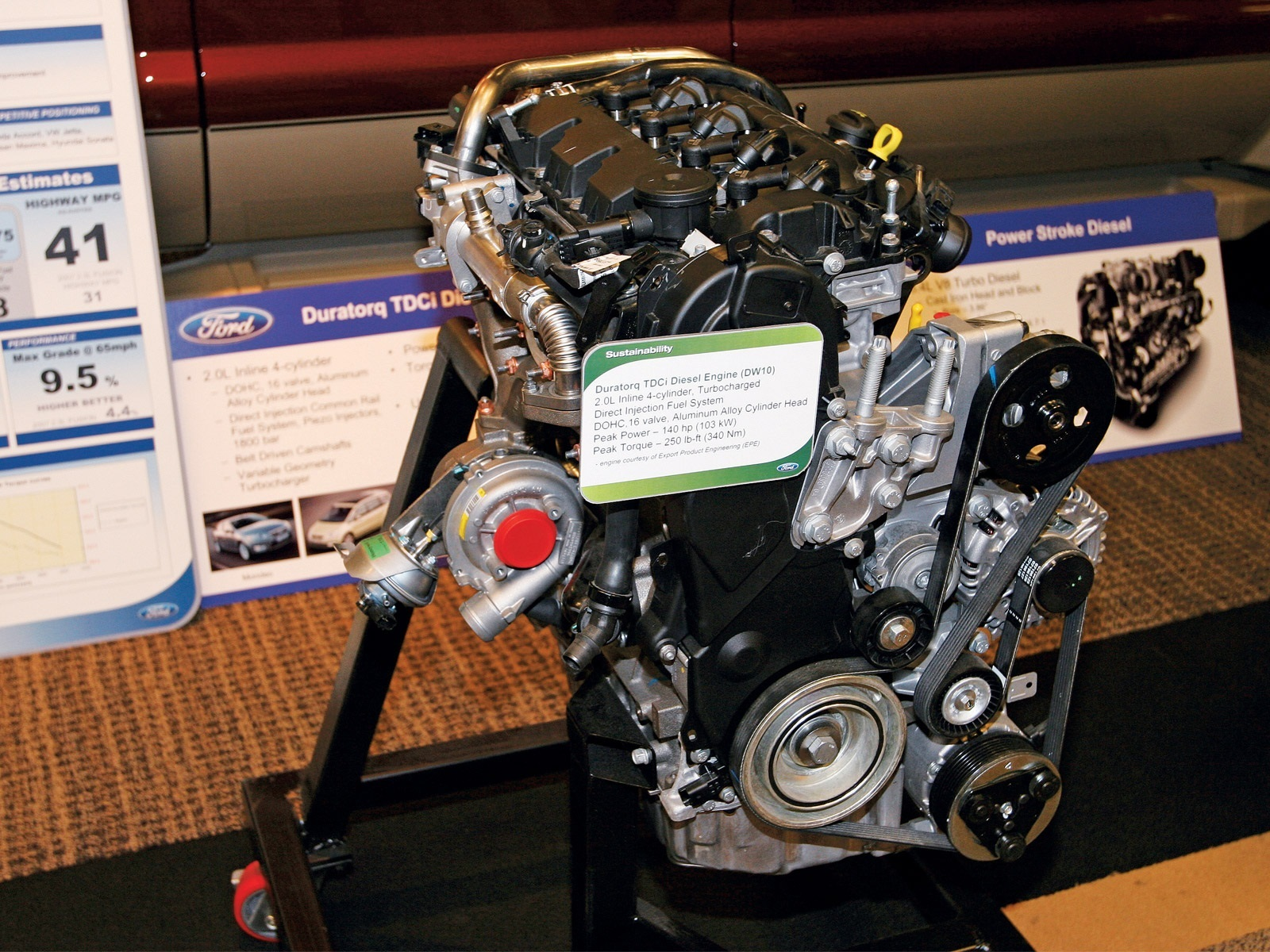
Ford, Groupe-PSA-Dieselmotor

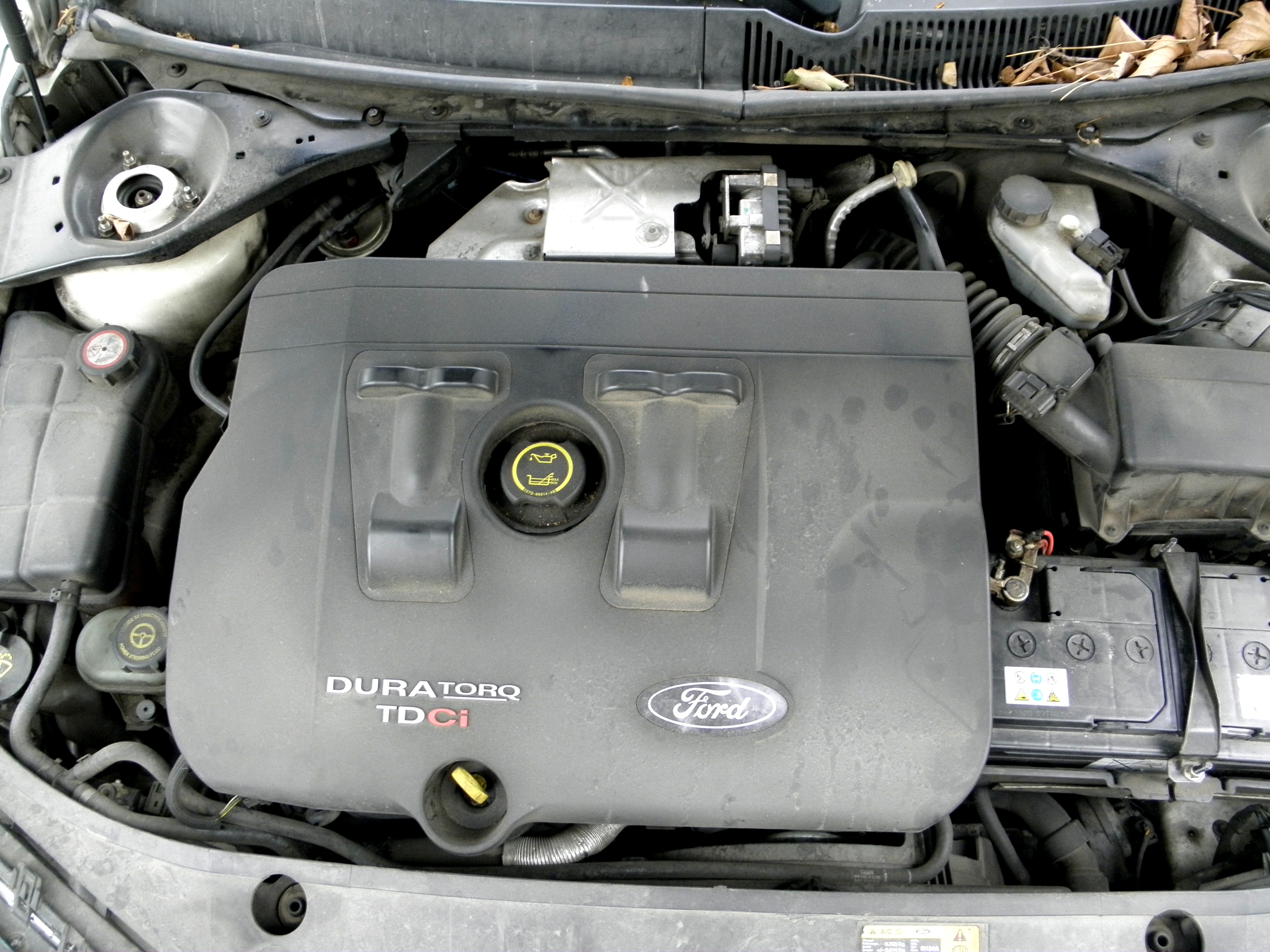
TDCi; Dieselmotor in Ford Mondeo II